# Wiesław Śliżewski
Wiesław Jan Śliżewski (ur. 24 listopada 1929 w  Grodzisku Mazowieckim, zm. 6 grudnia 2017 w Warszawie) – polski geolog, doktor nauk przyrodniczych w zakresie geologii. Specjalista geologii gospodarczej.

## Życiorys
Ojciec, Wacław, po zakończeniu służby w Żandarmerii Wojskowej w 1921 skierowany został do pracy w Ministerstwie Spraw Zagranicznych, skąd w 1954 przeszedł na emeryturę. Matka, Kazimiera, córka ziemianina z powiatu skierniewickiego, prowadziła dom. Ze względu na pracę Ojca W. Śliżewski przebywał w latach 1934–1937 z rodzicami na placówce w Niemczech.
W okresie wojny, w wieku 10–16 lat, mieszkał w Brwinowie pod Warszawą, gdzie uczęszczał do Szkoły Powszechnej, a później na tajne komplety gimnazjalne. W listopadzie 1944 wywieziony został przez żandarmerię niemiecką na przymusowe roboty przy kopaniu umocnień przeciwczołgowych. W grudniu 1944 zbiegł z obozu i do Wyzwolenia przebywał u dalszej rodziny. Przez następne lata kontynuował naukę w Gimnazjum i Liceum, pracując jako robotnik, a później pracownik umysłowy. Szkołę średnią ukończył w 1949.
W listopadzie 1949 został skierowany przez Zarząd Wojewódzki Związku Młodzieży Polskiej do pracy w Państwowym Instytucie Geologicznym przy badaniach geologicznych pod budowę głębokiego warszawskiego Metra. Pierwsza praca w Instytucie, to nadzór geologiczny nad wierceniami, a popołudniami szkolenie w zakresie wiertnictwa, geologii, opróbowań i badań laboratoryjnych. Latem 1950 uczestniczył w kursie kartografii geologicznej w Czorsztynie, w ramach badań geologicznych pod obecną zaporę na Dunajcu. W tym samym 1950 rozpoczął wieczorowe studia geologiczne na Uniwersytecie Warszawskim. W roku akademickim 1955-1956 był asystentem w Katedrze Geologii i Ekonomiki Złóż Uniwersytetu Warszawskiego, kierowanej przez Władysława Bobrowskiego. Od 1952 należał do Polskiej Zjednoczonej Partii Robotniczej. Pełnił m.in. funkcję sekretarza POP PZPR.
Na początku 1956 podjął pracę jako geolog w kopalni uranu w Kowarach (ZPR-1), na Dolnym Śląsku. Skierowany został do kopalni Radoniów. Po odkryciu nowych, bogatych zasobów rud uranu w głębszych partiach tej kopalni, mianowany został Głównym Geologiem kopalni Podgórze (R-1), niedaleko Kowar. W 1956 uzyskał stopień inżyniera górniczego, a w 1957 został odznaczony Brązowym Krzyżem Zasługi. Na przełomie 1958/59 odbył kilkumiesięczny staż naukowy w ZSRR w zakresie geologii, górnictwa i przeróbki rud uranowych. W 1960 ukończył roczne Studium Ekonomiczne, organizowane przez Polskie Towarzystwo Ekonomiczne przy SGPiS w Warszawie.
Po likwidacji górnictwa uranowego powrócił do Warszawy i w 1962 skierowany został do pracy w Wietnamie jako ekspert-geolog. Zajmował się tam poszukiwaniem złóż miedzi, pirytów i żelaza do 1963.
Następnie do 1971 pracował w Przedsiębiorstwie Geologicznym w Warszawie kolejno jako Kierownik Działu, Główny Geolog i Zastępca Dyrektora ds. Geologicznych. Organizował wówczas m.in. laboratoria polowe przy głębokich, parametryczno-strukturalnych otworach wierconych dla Instytutu Geologicznego. Laboratoria te na bieżąco analizowały własności zbiornikowe nawiercanych skał oraz ich parametry petrofizyczne. Prowadziły również obserwacje hydrogeologiczne w wierconych otworach. Analiza tych wyników była podstawą pracy doktorskiej Skały dewonu górnego południowej Lubelszczyzny jako potencjalne zbiorniki ropy i gazu, przygotowywanej pod kierunkiem prof. Stanisława Depowskiego, obronionej w 1977.
W 1971 został Naczelnym Dyrektorem Przedsiębiorstwa Poszukiwań Geofizycznych w Warszawie. Przedsiębiorstwo to przechodziło wówczas poważną modernizację: organizowano nowoczesny ośrodek komputerowy, wprowadzono nowoczesną aparaturę sejsmiczną o światowym standardzie, rozpoczęto produkcję niektórych nowoczesnych urządzeń, szkolono kadrę we Francji, Kanadzie, RFN, USA, itd. Zorganizowano również zespół ds. eksportu usług geologicznych i geofizycznych przy PPG. W. Śliżewski nawiązał w tym czasie współpracę z mieszkającym w Anglii dr Wojciechem Domżalskim, wysokiej klasy specjalistą z zakresu geofizyki, geologii i górnictwa, wykładowcą w Londyńskiej Royal School of Mines, jednocześnie niezależnym konsultantem.
W październiku 1974 powołany został na stanowisko Naczelnego Dyrektora nowo utworzonego Przedsiębiorstwa ds. Eksportu Geopol. Geopol objął swym działaniem organizację  eksportu usług całej polskiej służby geologicznej, a także niektórych branż pokrewnych. Był okres, kiedy ekipy Geopolu liczyły kilkaset osób i pracowały równocześnie w kilkunastu krajach Afryki, Azji, Ameryki Południowej i Europy.
Dobra opinia o polskich geologach pozwoliła na zarejestrowanie Geopolu w Centrum Zasobów Naturalnych, Energii i Transportu ONZ jako wykonawcy prac geologiczno-poszukiwawczych, wiertniczych itp. na zlecenie agend ONZ. Jednym z największych osiągnięć było wygranie przetargu w Nigerii na badania aerogeofizyczne, które w połączeniu z analizą zdjęć satelitarnych pozwoliły na wstępne rozpoznanie budowy geologicznej blisko połowy tego kraju. Następnie podobne prace prowadzono na zlecenie ONZ w Czadzie. Za przygotowanie i wdrożenie tych prac W. Śliżewski otrzymał nagrodę Ministra Nauki, Szkolnictwa Wyższego i Techniki. W 1976 otrzymał stopień Generalnego Dyrektora Górniczego.
W latach 1977–1983 zajmował stanowisko radcy (zastępcy kierownika) w Wydziale Geologii Sekretariatu RWPG w Moskwie. Zajmował się stosowaniem metod geofizycznych w badaniach geologicznych i w górnictwie, klasyfikacją i oceną złóż surowców mineralnych oraz współpracą z organizacjami międzynarodowymi w zakresie geologii. Do prac Komisji Geologicznej RWPG wprowadził tematykę metodologii interpretacji zdjęć satelitarnych dla potrzeb geologii i górnictwa, w uzgodnieniu z Józefem Bażyńskim z Instytutu Geologicznego.
W latach 1983–1986 był inspektorem, a następnie starszym inspektorem Wydziału Ekonomicznego Komitetu Centralnego PZPR, gdzie zajmował się problemami polskiej geologii i górnictwa.
W 1985 powołany został na stanowisko Podsekretarza Stanu – Głównego Geologa Kraju w nowo powstałym Ministerstwie Ochrony Środowiska i Zasobów Naturalnych. Opracowano w tym czasie nowe prawo geologiczne i górnicze wraz z przepisami wykonawczymi, zmieniono zasady finansowania prac geologicznych, zmieniono także ustawę – prawo wodne. 
W 1990 przeszedł na emeryturę i podjął współpracę z firmą Elektrim S.A. jako Konsultant ds. Geologiczno-Górniczych oraz jako doradca Zarządu Spółki Metanel, powołanej do eksploatacji metanu z serii węglonośnych.
W latach 1980. pełnił różne funkcje państwowe, m.in. Przewodniczącego delegacji PRL w Komisji Geologicznej RWPG, Członka Prezydium Państwowej Rady Górnictwa, Przewodniczącego Delegacji PRL w Komitecie Zasobów Naturalnych ONZ (funkcja wysoko oceniana na forum międzynarodowym), Przewodniczącego Międzyresortowego Zespołu ds. Opracowania Programu Zagospodarowania i Wykorzystania Bazy Surowców Mineralnych, Wiceprzewodniczącego Komisji ds. reformy prawa geologicznego i górniczego, i inne. Przewodniczył także (z wyboru) Radzie Pełnomocników Rządowych Interoceanmetal w Szczecinie oraz Geologicznej Asocjacji Karpato-Bałkańskiej.
Przez szereg lat był członkiem Rad Naukowych Komitetu Gospodarki Surowcami Mineralnymi i Energią PAN, Instytutu Górnictwa Naftowego i Gazownictwa MGiE, Instytutu Wiertniczo-Naftowego AGH, Instytutu Geofizyki i Geologii Naftowej AGH oraz Rady Techniczno-Ekonomicznej Polskiego Górnictwa Naftowego i Gazownictwa. Od lat 1950. uczestniczył w pracach Stowarzyszenia Inżynierów i Techników Górnictwa. W późniejszym okresie wybrany został na Członka Prezydium Zarządu Głównego SITG oraz na Członka Komitetu Surowcowego Naczelnej Organizacji Technicznej.
Jest autorem około 30 artykułów z zakresu metodyki, techniki i organizacji badań geologicznych oraz około 80 prac archiwalnych (projektów badań, dokumentacji, opinii i ekspertyz).

## Życie prywatne
Starszy brat Janusz jest lekarzem, a młodsza siostra Jolanta geologiem. Jest ojcem dwóch synów: Piotra i Mariusza.

## Odznaczenia
Otrzymał szereg odznaczeń państwowych, m.in. Brązowy i Srebrny Krzyż Zasługi, Krzyż Kawalerski i Krzyż Oficerski Orderu Odrodzenia Polski oraz szereg medali i odznaczeń resortowych. 
Otrzymał także odznaczenia wietnamskie i mongolskie.

## Źródła
- Śliżewski W., 2015, 60 lat w służbie geologii i współpracy z Państwowym Instytutem Geologicznym (1949–1966), w: Pracowaliśmy w trudnych, ale ciekawych czasach. Wspomnienia pracowników Państwowego Instytutu Geologicznego, Stowarzyszenie Emerytowanych Pracowników Państwowego Instytutu Geologicznego, Wspomnienia Nr 7, str. 50–70, Warszawa.